# Thales Electron Devices
 (février 2024).
Thales Electron Devices (TED) est une filiale du groupe Thales spécialisée dans la conception et la fabrication de sources radiofréquences et hyperfréquences pour des applications professionnelles. La société produit des tubes à ondes progressives (TOP, environ un tiers de son chiffre d'affaires en 2012) qui composent une partie de la charge utile des satellites de télécommunications (no 1 mondial) et qui sont également utilisés pour les radars et les autodirecteurs des missiles. Elle fournit également des sources hyperfréquences pour les accélérateurs de particules (des klystrons), et pour les expériences de fusion nucléaire (des gyrotrons et des tétrodes). La société, qui emploie environ 1600 personnes en 2012, dispose de 4 sites industriels  situés à Vélizy-Villacoublay (TOP, klystrons, gyrotrons, magnétrons), Thonon (tétrodes, TOP, tubes générateurs de rayons X), Moirans (détecteurs de rayons X pour le domaine médical, la sécurité et le contrôle) et Ulm  en Allemagne (anciennement un site de Telefunken qui fabrique des TOP),.
Filiale à 99,90 % de Thales S.A. au 31 décembre 2007. Elle détient une participation majoritaire dans Trixell spécialisée dans l'imagerie médicale.
Le 1er janvier 2018, Thales Avs France absorde Thales Electron Devices.